# Петрашевский, Михаил Васильевич
Михаи́л Васи́льевич Буташе́вич-Петраше́вский (1 [13] ноября 1821, Санкт-Петербург — 7 [19] декабря 1866, село Бельское, Енисейская губерния) — русский мыслитель и общественный деятель, революционер.

## Биография
Из дворян. Отец — военный врач, хирург, действительный статский советник В. М. Петрашевский. Мать — рязанская дворянка Ф. Д. Фалеева, дочь московского городского головы Д. Ф. Фалеева. В декабре 1825 года отец Михаила Петрашевского был приглашён для оказания помощи смертельно раненому на Сенатской площади декабристом П. Г. Каховским генералу М. А. Милорадовичу. Крёстным отцом Михаила был император Александр I.
Окончив Царскосельский лицей (1839), поступил на юридический факультет Петербургского университета. По окончании университета (1841) служил переводчиком в министерстве иностранных дел.
Принял участие в работе над «Карманным словарём иностранных слов, вошедших в состав русского языка». Первый выпуск редактировал В. Н. Майков при участии Петрашевского, редактором второго выпуска (1845—1846) стал Петрашевский, который написал и большинство теоретических статей. Статьи словаря пропагандировали демократические и материалистические идеи, принципы утопического социализма.
В доме Михаила Петрашевского с 1844 года проходили собрания, с 1845 года — еженедельные («пятницы»).
Участники «пятниц» пользовались библиотекой Петрашевского, часть которой составляли запрещенные в России книги по истории революционных движений, утопическому социализму, материалистической философии. Петрашевский выступал за демократизацию политического строя России и освобождение крестьян с землёй. Он был последователем Ш. Фурье. В 1847 году Петрашевский попытался осуществить идеи организации фаланстера на практике.
В конце 1848 года участвовал в совещаниях, посвященных организации тайного общества, был сторонником длительной подготовки народных масс к революционной борьбе. В 1849 году Петрашевский и несколько десятков связанных с ним человек были арестованы. Судом Петрашевский и ещё 20 человек были приговорены к смертной казни. Среди этих 20 человек был и писатель Фёдор Достоевский, который входил в кружок петрашевцев. После произнесения приговора и инсценировки расстрела было объявлено о замене казни бессрочной каторгой. Наказание Петрашевский отбывал в Восточной Сибири. 
С 1856 года — ссыльнопоселенец; жил в Иркутске, сотрудничал в местных газетах, давал уроки. Организовал газету «Амур» (1860). За выступления против произвола местных властей в феврале 1860 года был выслан в село Шушенское Минусинского округа. С декабря 1860 года по март 1864 года жил в Красноярске. Оказывал заметное влияние на Красноярскую городскую думу. Был выслан губернатором П. Н. Замятниным из Красноярска в Минусинский округ, сначала в Шушенское, а затем в село Кебеж. 2 мая 1866 года Петрашевского перевели в село Бельское, Бельской волости, Енисейского уезда, Енисейской губернии, где он и умер в своём доме от кровоизлияния в мозг.

## Память
- Именем Петрашевского названа улица в Ростове-на-Дону.
- В Орске существует улица Петрашевцев.
- В Одессе есть улица Петрашевского.
- Памятник в селе Бельском Пировского района.